# فولفغانغ فينك
فولفغانغ فينك (بالألمانية: Wolfgang Fink)‏ هو فيزيائي ألماني، ولد في 1968 في ليمبورغ أن در لان في ألمانيا.